# Ampney St Peter
Pour les articles homonymes, voir Ampney.
Ampney St Peter est une paroisse civile et un village du Gloucestershire, en Angleterre.